# 서령 (가수)
서령(본명: 이세영, 2000년 1월 26일 ~ )은 대한민국의 걸 그룹 공원소녀의 리더, 메인보컬을 맡고 있다.

## 학력
- 마산의신여자중학교 (졸업)
- 마산제일여자고등학교 (졸업)

## 디스코그래피

### 참여 앨범
- 《손동운x서령 물들여줘 (Color me)》 (2018년) 디지털 싱글
- 《서령x레나 마음을 담아 (Be your star)》 tvN 드라마 '진심이 닿다' OST Part 4 (2019년)
- 《서령x레나 I'm in Love》 KBS2 드라마 '세상에서 제일 예쁜 내 딸' OST Part 4 (2019년)

## 가수 외 활동

### 예능
| 년도 | 방송사 | 제목     | 역할            | 참고                              |
| ---- | ------ | -------- | --------------- | --------------------------------- |
| 2019 | tvN    | V-1      | 참가자(12위)    | 2019년 9월 13일 ~ 2019년 9월 16일 |
| 2025 | ENA    | 언더커버 | 참가자(1R 탈락) | 2025년 1월 12일 ~                 |